# John Yule (Politiker, 1833)
John Yule (* 16. Mai 1833 im Grange Parish, Schottland, Vereinigtes Königreich; vermisst seit März/April 1888) war ein kalifornischer Politiker.
Yule wurde 1861, 1862, 1865 – sowie nach einer längeren Unterbrechung 1884 – für je ein Jahr in die California State Assembly gewählt, 1863/64 gehörte er dem Senat von Kalifornien an. Er war Mitglied der Republikanischen Partei und in den 1860ern für einige Zeit in der National Union Party. Während der Legislaturperiode 1866 war Yule Vorsitzender des kalifornischen Unterhauses (Speaker of the Assembly).
Im Frühjahr 1888 verschwand John Yule spurlos, er wurde zuletzt bei Placerville im El Dorado County gesehen. Lokale Zeitungen vermuteten, dass ein im April 1888 gefundener Körper mit einem Einschussloch im Kopf die Leiche Yules wäre, dieser Verdacht konnte jedoch nicht bestätigt werden.